# Palczer János
Palczer János (Nagyszalonta, 1932. március 10. –) erdélyi magyar turisztikai és földrajzi szakíró.

## Életútja
Középiskoláit a nagyváradi Szent László Gimnáziumban végezte (1950); a kolozsvári Műszaki Egyetemen gépészmérnöki diplomát szerzett (1955). Pályáját a petrozsényi bányászati berendezések javítóműhelyében kezdte (1955–58), majd a kolozsvári Tehnofrig hűtőipari berendezés-gyár (1958–74) s a Hűtő és Élelmiszeripari Kutatóintézet (UCPIAF) keretében dolgozott (1974–90). Azóta nyugdíjas.

## Munkássága
Első turisztikai tárgyú írásait a Kolozsvárt megjelenő Erdélyi Gyopár közölte 1992-ben. Emellett cikkei jelentek meg a bukaresti Munții Carpați című folyóiratban is. Előbbiben a Ciblest, a Gyalui-havasokat, a Vlegyászát, a Retyezát gleccsertavait, a Bihari-hegyek barlangjait és legszebb vízeséseit mutatta be; utóbbiban a Szkerica-Bélavárát és a Nagy-Bihar vízeséseit.
Önálló kötetei a Pallas-Akadémia Kiadó Erdély hegyei című sorozatában: Bihar-Vlegyásza (Csíkszereda 1999), Gyalui-havasok (Csíkszereda 1999), Bucsecs hegység (Csíkszereda 1999). Az utóbbi társszerzője Pásztory Zoltán.